# Dictenophiura platyacantha
Dictenophiura platyacantha är en ormstjärneart som beskrevs av McKnight 2003. Dictenophiura platyacantha ingår i släktet Dictenophiura och familjen fransormstjärnor. Inga underarter finns listade i Catalogue of Life.